# لیندزی بنکو
لیندزی بنکو (به انگلیسی: Lindsay Benko) (زادهٔ ۲۹ نوامبر ۱۹۷۶) شناگر اهل ایالات متحده آمریکا است.